# Frederic Edwin Church
Frederick Edwin Church (født 4. maj 1826 i Hartford, død 7. april 1900 i New York) var en nordamerikansk landskabsmaler.
Church blev elev af Thomas Cole. Hans kunst har fundet et uudtømmeligt stof i Amerikas mægtige, mangeartede og uberørte natur, som Church fik lejlighed til at studere ved udstrakte rejser. Det var de store natureffekter, der især drog ham. Til hans tidligste arbejder hører West Rock ved New Haven, Optrækkende Storm, Aften efter stormen. Resultaterne af rejser i Sydamerika (1853 og 1857) var effektfulde arbejder som Ny-Granadas bjergkæde, Andesbjergenes hjerte med den storslåede lysvirkning (1859), Cotopaxi (1862) og Chimborazo (1864). Fra tropiske egne søgte han mod nord, helt op til Labrador, og skabte Isbjergene, der vakte stor beundring på udstillingen i London 1863. En rejse (1868) til Europa og Orienten har givet anledning til arbejder som billederne fra Parthenon, Damaskus, Jerusalem og fjeldtemplet Al Khazneh i Petra.

## Galleri
- Frederic Edwin Church, 1849, West Rock, New Haven, New Britain Museum of American Art
- Frederic Edwin Church, Natural Bridge, 1852
- Frederic Edwin Church, Tequendama vandfald nær ved Bogota, New  Granada, 1854, Cincinnati Art Museum
- Frederic Edwin Church, Isbjergene, 1861, Dallas Museum of Art
- Frederic Edwin Church, Chimborazo, 1864, Huntington Library
- Frederic Edwin Church, Aurora borealis, 1865, Smithsonian American Art Museum
- Frederic Edwin Church, Jerusalem from the Mount of Olives, 1870, The Nelson-Atkins Museum of Art
- Frederic Edwin Church, Parthenon, 1871, Metropolitan Museum of Art
- Frederic Edwin Church, Fjeldtemplet Al Khazneh, 1874, Olana State Historic Site

## Galleri af Churchs malerier af Cotopaxi
- Frederic Edwin Church, Cotopaxi, 1855, Museum of Fine Arts, Houston
- Frederic Edwin Church, Cotopaxi, 1855, Smithsonian American Art Museum
- Frederic Edwin Church, View of Cotopaxi,' '1857, Art Institute of Chicago
- Frederic Edwin Church, Cotopaxi, 1862, The Detroit Institute of Arts
- Frederic Edwin Church, View of Cotopaxi, 1867, Yale University Art Gallery